# Прелог (Домжале)
Прелог (словен. Prelog) — поселення в общині Домжале, Осреднєсловенський регіон, Словенія. 
Висота над рівнем моря: 296,1 м.